# Alchemilla macroclada
Alchemilla macroclada är en rosväxtart som beskrevs av Sergei Vasilievich Juzepczuk. Alchemilla macroclada ingår i släktet daggkåpor, och familjen rosväxter. Inga underarter finns listade i Catalogue of Life.